# Brje pri Komnu
Brje pri Komnu je naselje v Občini Komen. Leži tik ob meji z Italijo. V Brjah živi približno 97 ljudi, domačini pa govorijo po kraško. Imenujejo se »Brci« oziroma »Brke«. Velikokrat v slovarjih in časopisih piše »Brici« ali »Brike«, toda to ni pravilno.

## Vaška skupnost Brje
Vaško skupnost Brje sestavljata vasici Brje pri Komnu, ki je manjša gručasta vasica v suhi dolini na južni strani Komenske planote, in najmanjša vasica v komenski občini Škofi, ki ležijo na manjši vzpetini ob lokalni cesti, ki povezuje Volčji Grad z Brjami.